# Capparis tenera
Capparis tenera là một loài thực vật có hoa trong họ Capparaceae. Loài này được Dalzell mô tả khoa học đầu tiên năm 1850.